# Five Nights at Freddy's (franchise)
Five Nights at Freddy's (soms afgekort als FNaF en ook gekend als Five Nights) is een Amerikaanse indie-computerspelserie en mediafranchise gecreëerd door Scott Cawthon. De serie begon met het gelijknamige spel, in 2014 ontwikkeld en uitgebracht door Cawthon voor Microsoft Windows. Het spel werd gevolgd door een aantal sequels, prequels en spin-offs die werden uitgebracht voor Windows, iOS en Android, maar ook voor Xbox One, PlayStation 4 en Nintendo Switch. De serie draait om het fictieve pizzarestaurant Freddy Fazzbear's Pizzaria.

## Thema
De hoofdserie van Five Nights at Freddy's bestaat uit computerspellen in het survival horrorgenre waarin de speler meestal een nachtelijke werknemer is op een locatie die verbonden is met Freddy Fazzbear's Pizza, een fictief kinderrestaurant dat is geïnspireerd door Amerikaanse familiepizzaketens zoals Chuck E. Cheese en ShowBiz Pizza. Het restaurant heeft levensgrote animatronics die optreden op kinderfeestjes. Deze animatronics dwalen 's nachts door het restaurant en de bewaker krijgt de opdracht om over hen te waken. Om door de spellen te komen, moet de speler zichzelf beschermen tegen de animatronics met een verscheidenheid aan gereedschappen.

## Hoofdserie
- Five Nights at Freddy's (2014)
- Five Nights at Freddy's 2 (2014)
- Five Nights at Freddy's 3 (2015)
- Five Nights at Freddy's 4 (2015)
- Five Nights at Freddy's: Sister Location (2016)
- Freddy Fazbear's Pizzeria Simulator (2017)
- Five Nights at Freddy's: Help Wanted (2019)
- Five Nights at Freddy's: Help Wanted "Curse of dreadbear" (uitbreiding DLC, 2021)
- Five Nights at Freddy's: Security Breach (2021)
- Five Nights at Freddy's: Security Breach "Ruin" (uitbreiding DLC, 2023)
- Five Nights at Freddy's: Help Wanted 2 (2023)
- Five Nights at Freddy's : Secret of the Mimic (2025)

## Spin-offs
- FNaF World (2016)
- Ultimate Custom Night (2018)
- Freddy in Space 2 (2019), een sequel op FNaF 57: Freddy in Space (minigame van FNaF World)
- Five Nights at Freddy's AR: Special Delivery (2019), een augmented reality of AR-spel
- The Fazbear Fanverse Initiative (2020–heden). Cawthon kondigde in augustus 2020 zijn plan aan om Five Nights at Freddy's-spellen te helpen financieren en publiceren, ontwikkeld door fans als een bundel. Hij zal niet betrokken zijn bij een van de creatieve elementen, maar zal helpen met marketing- en publicatieondersteuning en de juiste licenties.

## Boeken

### Romans
- Five Nights at Freddy's: The Silver Eyes (2015), door Scott Cawthon en Kira Breed-Wrisley
- Five Nights at Freddy's: The Twisted Ones (2017), door Scott Cawthon en Kira Breed-Wrisley
- Five Nights at Freddy's: The Fourth Closet (2018), door Scott Cawthon en Kira Breed-Wrisley
- Fazbear Frights-serie
  - Five Nights at Freddy's: Fazbear Frights #1: Into The Pit (2019), bevat drie korte verhalen: "Into the Pit", "To Be Beautiful" en "Count the Ways".
  - Five Nights at Freddy's: Fazbear Frights #2: Fetch (2020), bevat drie korte verhalen: "Fetch", "Lonely Freddy" en "Out of Stock".
  - Five Nights at Freddy's: Fazbear Frights #3: 1:35AM (2020), bevat drie korte verhalen: "1:35AM", "Room for One More" en "The New Kid".
  - Five Nights at Freddy's: Fazbear Frights #4: Step Closer (2020), bevat drie korte verhalen: "Step Closer", "Dance with Me" en "Coming Home".
  - Five Nights at Freddy's: Fazbear Frights #5: Bunny Call (2020), bevat drie korte verhalen: "Bunny Call", "In the Flesh" en "The Man in Room 1280".
  - Five Nights at Freddy's: Fazbear Frights #6: Blackbird (2020), bevat drie korte verhalen: "Blackbird", "The Real Jake" en "Hide and Seek".
  - Five Nights at Freddy's: Fazbear Frights #7: The Cliffs (2021), bevat drie korte verhalen: "The Cliffs", "The Breaking Wheel" en "He Told Me Everything".
  - Five Nights at Freddy's: Fazbear Frights #8: Gumdrop Angel (2021), bevat drie korte verhalen: "Gumdrop Angel", "Sergio's Lucky Day" en "What we Found".
  - Five Nights at Freddy's: Fazbear Frights #9: The Puppet Carver (2021), bevat drie korte verhalen: "The Puppet Carver", "Jump For Tickets" en "Pizza Kit".
  - Five Nights at Freddy's: Fazbear Frights #10: Friendly Face (2021), bevat drie korte verhalen: "Friendly Face", "Sea Bonnies" en "Together Forever".
  - Five Nights at Freddy's: Fazbear Frights #11: Prankster (2021), bevat drie korte verhalen: "Prankster", "Kids At Play" en "Find Player Two!".
  - Five Nights at Freddy's: Fazbear Frights #12: Felix The Shark (2022), bevat drie korte verhalen: "Felix The Shark", "The Scoop" en "You're The Band".

### Andere
- Five Nights at Freddy's: The Freddy Files (2017), een gidsboek van de computerspellen
- Five Nights at Freddy's: Survival Logbook (2017), een activiteitsboek

## Filmadaptatie
Warner Bros. Pictures kondigde in april 2015 aan dat het de filmrechten van de serie had verworven, met Roy Lee, David Katzenberg en Seth Grahame-Smith gepland als producenten. Grahame-Smith zei dat ze zouden samenwerken met Cawthon "om een krankzinnige, angstaanjagende en vreemd schattige film te maken".
Op 20 november 2020 kondigde Cawthon in een Reddit-bericht aan dat de opnamen voor de film Five Nights at Freddy's zouden beginnen in het voorjaar van 2021, waarbij hij de vele scenario's voor de film besprak die afgewezen werden. De film ging op 25 oktober 2023 in première.